# Пармър (окръг, Тексас)
Окръг Пармър (на английски: Parmer County) е окръг в щата Тексас, Съединени американски щати. Площта му е 2292 km², а населението - 10 016 души (2000). Административен център е град Фаруел.